# Tangail (distrito)

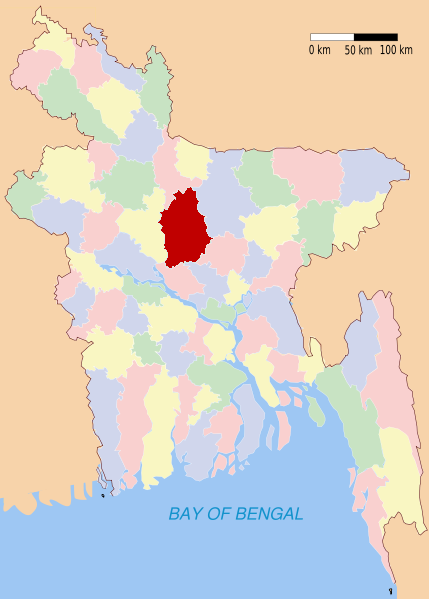
Distrito de Tangail

Tangail é um distrito localizado na região central de Bangladexe, na divisão de Daca. A população do distrito é de aproximadamente 3,6 milhões de pessoas (dados de 2010) e apresenta área de 3.414,35 km².
A principal cidade do distrito é Tangail. Os principais rios que atravessam o distrito são os rios Jamuna, Dhaleshwari, Jhenai, Bangshi, Louhajang, Langulia, Elongjani, Jugni, Pungli, Fotikjani e Turag.

## Subdivisões
O distrito de Tangail está dividido em 12 subdistritos:
- Tangail Sadar
- Sakhipur
- Basail
- Madhupur
- Ghatail
- Kalihati
- Nagarpur
- Mirzapur
- Gopalpur
- Delduar
- Bhuapur
- Dhanbari